# بادي مورو
بادي مورو (بالإنجليزية: Buddy Morrow)‏ هو عازف جاز وملحن أمريكي، ولد في 8 فبراير 1919 في نيو هيفن في الولايات المتحدة، وتوفي في 27 سبتمبر 2010 في ميتلاند في الولايات المتحدة.

## وصلات خارجية
- بادي مورو على موقع IMDb (الإنجليزية)
- بادي مورو على موقع ميوزك برينز (الإنجليزية)
- بادي مورو على موقع أول ميوزيك (الإنجليزية)
- بادي مورو على موقع ديسكوغز (الإنجليزية)